# Chacoguan

Verbreitungsgebiet des Chacoguans

Der Chacoguan (Ortalis canicollis), Syn. Penelope canicollis ist eine Vogelart aus der Ordnung der Hühnervögel (Galliformes).
Der Vogel ist endemisch im Gran Chaco in Südamerika und kommt in Argentinien, Bolivien, Brasilien, Paraguay vor.
Der Lebensraum umfasst sumpfigen Tieflandwald, gerne entlang von Pfaden und Gehölzrändern mit dichtem Bewuchs bis mindestens 1000 m Höhe. Die Nominatform kommt auch in trockenen subtropischen Wäldern in den Andenausläufern vor, die Unterart O. c. Pantanalensis auch im Mischwald, Galeriewald, Cerrado, Sekundärwald und Copernicia und Trithrinax Palmenhainen.

## Merkmale
Die Art ist 50–56 cm groß und wiegt 479–678 g. Es handelt sich nicht nur um den größten, sondern wohl auch um den einfarbigsten Vertreter der Gattung Ortalis. Kopf und Nacken sind ähnlich graubraun gefärbt wie Brust und Rücken. Die Stirn ist schwärzlich, Gesichtshaut und Kehllappen sind rosarot, die unbefiederte Haut um das Auge herum ist rot. Auffällig ist der lange, gleichfalls dunkelgraue Schwanz mit rötlich-braunen seitlichen Steuerfedern. Die Flügel sind klein und rund.
Die Geschlechter unterscheiden sich nicht. Jungvögel sehen wie Altvögel aus.

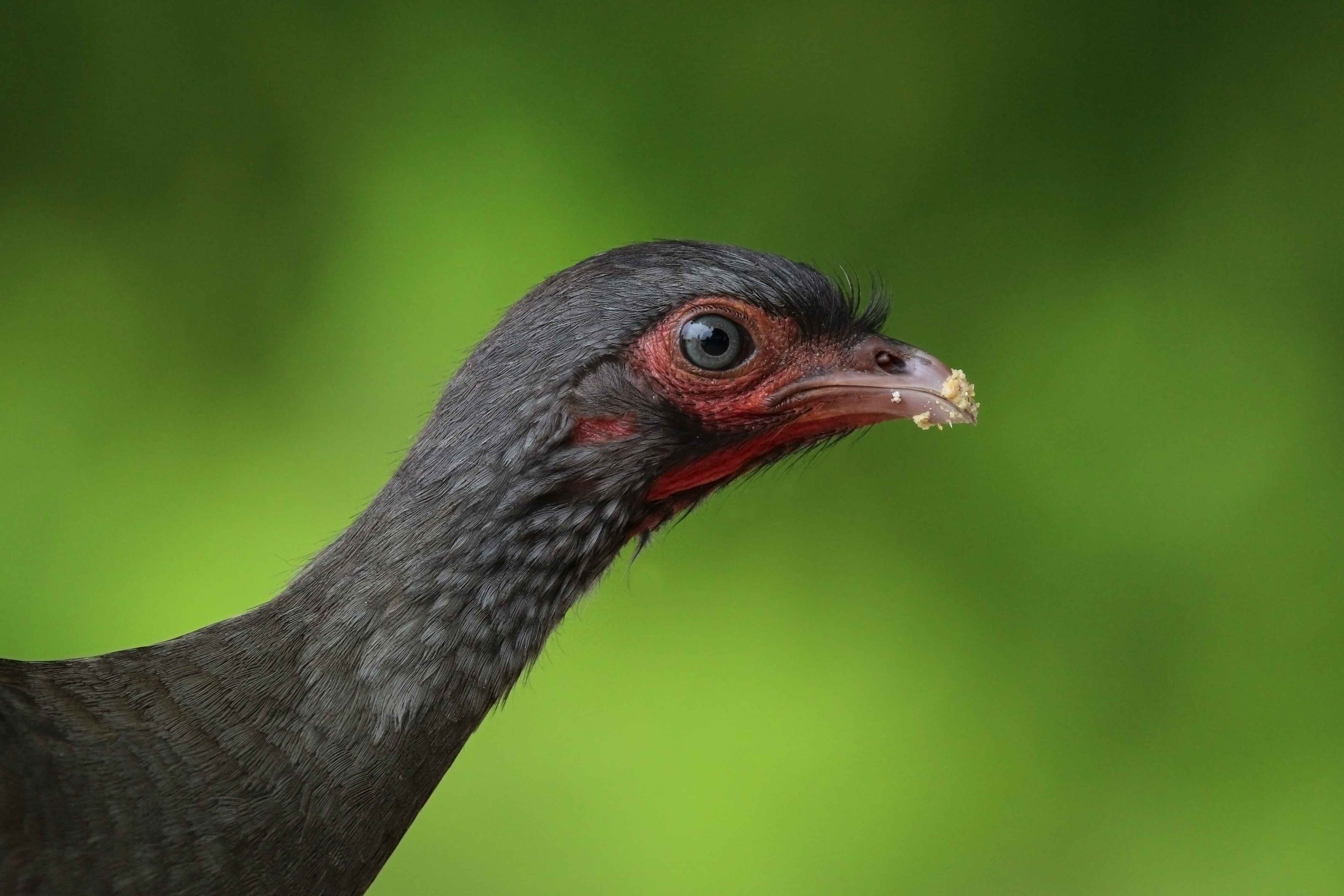
O. c. pantanalensis

## Geografische Variation
Folgende Unterarten werden anerkannt:
- O. c. canicollis (Wagler, 1830)[6], Nominatform, – Ostbolivien bis Westparaquay und Nordargentinien
- O. c. pantanalensis Cherrie & Reichenberger, 1921[7], – Westbrasilien (Mato Grosso), weniger grau, mehr braun, größer, Gesichtshaut mehr purpurrot.

## Stimme
Die typischen Rufe am frühen Morgen bestehen aus rauhem, lärmigem „chata-ra-ta“ oder „bink, ka chee chaw raw taw, chaw raw taw, chaw raw taw“, auch „cha-cha-cha“ und mitunter „prep-ep-ep-ep“.

## Lebensweise
Die Art ist vermutlich ein Standvogel.
Die Nahrung besteht aus Blättern, Pflanzensamen, Früchten und Blüten, auch Raupen. Fruchtsamen werden intakt ausgeschieden und können zur Pflanzenverbreitung beitragen. Die Nahrung wird meist in Gruppen von bis zu 30 Individuen bevorzugt in den Baumkronen gesucht, aber auch bodennah.
Die Brutzeit liegt während der Regenzeit zwischen Oktober und Februar in Nordargentinien.
Das Nest ist eine einfache Plattform aus Zweigen und Stöcken in 2 bis 4 m Höhe. Das Gelege besteht aus 2–4 dunkel cremefarbenen Eiern, die vom Weibchen ausgebrütet werden.

## Etymologie und Forschungsgeschichte
Die Erstbeschreibung des Chacoguans erfolgte 1830 durch Johann Georg Wagler unter dem wissenschaftlichen Namen Penelope canicollis. Als Verbreitungsgebiet gab er Paraguay basierend auf Yacú del yacú-caraguatá von Félix de Azara an. 1786 führte Blasius Merrem die neue Gattung Ortalis ein. Dieser Begriff hat seinen Ursprung in ορταλις, ορταλιδος ortalis, ortalidos, deutsch ‚Hühnchen‘. Der Artname canicollis ist ein Wortgebilde aus lateinisch canus ‚grau, eisgrau‘ und lateinisch -collis, collum ‚-halsig, -kehlig, Kragen, Nacken‘. Pantanalensis bezieht sich auf den Pantanal. Alfred Laubmann hatte für sein Werk Die Vögel von Paraguay vier Bälge, gesammelt von Hans Krieg (1888–1970), Eugen Josef Robert Schuhmacher (1906–1973) und Michael Mathias Kiefer (1902–1980) gesammelt in Zanja Moroti und Estancia Estrella im Bergland des Río Apa und am Berg Galván im Gran Chaco, zur Verfügung. Außerdem lagen ihm ein Exponat gesammelt von Emil Weiske (1867–1950) und Berthold Krüger in Concepción vor. In der Literatur fand er viele Nachweise für das Land, so z. B. am Río Bermejo und Río Paraná durch Hans Hermann Carl Ludwig von Berlepsch, vom Unterlauf des Río Pilcomayo und Concepción, Waikthlatingmayalwa und nahe von Carayá Vuelta durch John Graham Kerr, in Monte Alto sowie Puerto San Juan durch Claude Henry Baxter Grant, in Fort Wheeler im Chaco Boreal durch Cherrie und Reichenberger und in Puerto Pinasco im Departamento Presidente Hayes durch Alexander Wetmore. In seiner Analyse erwähnte Laubmann Ortalis canicollis grisea Cherrie & Reichenberger, 1921, die er als Synonym zur Nominatform betrachtete. Selbst O. c. pantanalensis als Unterart zweifelte Laubmann an. Mit Ortalis canicollis ungeri Steinbacher, 1962 wurde ein weiteres Synonym zur O. c. pantanalensis beschrieben. Grisea stammt von lateinisch griseum, griseus, grisius ‚grau‘ ab, ungeri ist Jakob Jakobovich Unger (1894–1959) gewidmet.

## Gefährdungssituation
Der Bestand gilt als „nicht gefährdet“ (Least Concern).